# Endiandra polyneura
Endiandra polyneura är en lagerväxtart som beskrevs av Schlechter. Endiandra polyneura ingår i släktet Endiandra och familjen lagerväxter. Inga underarter finns listade i Catalogue of Life.